# Chloropterus versicolor
Chloropterus versicolor is een keversoort uit de familie bladkevers (Chrysomelidae). De wetenschappelijke naam van de soort werd in 1860 gepubliceerd door Ferdinand Ferdinandovitsch Morawitz.